# Blepharipa peruana
Blepharipa peruana är en tvåvingeart som beskrevs av Townsend 1929. Blepharipa peruana ingår i släktet Blepharipa och familjen parasitflugor.
Artens utbredningsområde är Peru. Inga underarter finns listade i Catalogue of Life.